# Tony Scott (jazzmuzikant)
Tony Scott, echte naam Anthony Joseph Sciacca, (Morristown (New Jersey), 17 juni 1921 - Rome, 28 maart 2007) was een Amerikaanse jazzklarinettist die geïnteresseerd was in volksmuziek van over de hele wereld.
Hij volgde Juilliard School van 1940 tot 1942. In de jaren vijftig werkte hij met Sarah Vaughan en Billie Holiday. Bill Evans speelde in die tijd naast hem. Aan het eind van de jaren vijftig won Scott vier keer de Down Beat Critics Poll voor klarinettist, in 1955,1957, 1958 en 1959. Zijn stijl werd als meer cool beschouwd dan die van Buddy DeFranco.
Desondanks bleef hij relatief onbekend, omdat het belang van de klarinet in de jazzmuziek aan het afnemen was sinds de opkomst van de bebop. In 1959 vertrok hij uit New York, waar hij was gevestigd, en verliet de Verenigde Staten voor lange tijd. In jaren zestig toerde hij door Zuid-, Oost-, en Zuidoost-Azië. Hij speelde in een hindoetempel, verbleef enige tijd in Japan, en bracht in 1964 Music for Zen Meditation uit bij Verve Records. In 1965 speelde hij op het Newport Jazz Festival.
Sinds de jaren tachtig woonde hij voornamelijk in Italië. Hier werkte hij met Italiaanse jazzmusici als Franco D'Andrea en Romano Mussolini. Hij overleed op 85-jarige leeftijd.